# Трокмортон (Техас)
Трокмортон (англ. Throckmorton) — город в США, расположенный в северной части штата Техас, административный центр одноимённого округа. По данным переписи за 2010 год число жителей составляло 828 человек, по оценке Бюро переписи США в 2018 году в городе проживало 732 человека.

## История
Город был основан в 1879 году и сразу стал административным центром округа, образованного в том же году. Как и округ, город назван в честь Уильяма Трокмортона, одного из первых поселенцев Техаса и отца губернатора Джеймса Трокмортона. К 1890 году во всём округе насчитывалось всего 124 человека, большинство из которых жили в Трокмортоне. В городе работали мельницы и хлопкоочистительные машины. Город является торговым и промышленным центром нефтяной и сельскохозяйственных отраслей региона.

## География
Трокмортон находится в центральной части округа, его координаты: 33°10′55″ с. ш. 99°10′47″ з. д..
Согласно данным бюро переписи США, площадь города составляет около 4,3 км2, полностью занятых сушей.

### Климат
Согласно классификации климатов Кёппена, в Трокмортоне преобладает влажный субтропический климат (Cfa).
| Показатель                    | Янв. | Фев. | Март | Апр. | Май  | Июнь  | Июль | Авг. | Сен. | Окт. | Нояб. | Дек. | Год   |
| ----------------------------- | ---- | ---- | ---- | ---- | ---- | ----- | ---- | ---- | ---- | ---- | ----- | ---- | ----- |
| Абсолютный максимум, °C       | 17,3 | 21,8 | 24,8 | 28,9 | 33,6 | 37,7  | 40,1 | 39,2 | 36,7 | 30,4 | 22,8  | 17,6 | 40,1  |
| Средний суточный максимум, °C | 13,4 | 15,4 | 19,7 | 24,6 | 28,9 | 32,7  | 35,4 | 35,6 | 31,5 | 25,3 | 19,6  | 13,4 | 24,7  |
| Средняя температура, °C       | 6    | 8,1  | 12,3 | 16,8 | 21,7 | 26,1  | 28,4 | 28,3 | 24,2 | 17,8 | 11,9  | 6,4  | 17,4  |
| Средний суточный минимум, °C  | −1,3 | 0,7  | 4,9  | 9,1  | 14,6 | 19,5  | 21,4 | 21,1 | 16,9 | 10,3 | 4,2   | −0,6 | 10,1  |
| Абсолютный минимум, °C        | −5,7 | −4,4 | 1,2  | 6,7  | 11,5 | 16,7  | 19,7 | 18,3 | 13,3 | 6,7  | 0,7   | −6,6 | −6,6  |
| Норма осадков, мм             | 30,5 | 43,2 | 50,8 | 63,5 | 91,4 | 106,7 | 50,8 | 63,5 | 55,9 | 68,6 | 38,1  | 38,1 | 703,6 |
| Источник: weatherbase.com     |      |      |      |      |      |       |      |      |      |      |       |      |       |

## Население
Согласно переписи населения 2010 года в городе проживало 828 человек, было 361 домохозяйство и 229 семей. Расовый состав города: 93,5 % — белые, 0,1 % — афроамериканцы, 1,0 % — коренные жители США, 0,5 % — азиаты, 0,0 % (0 человек) — жители Гавайев или Океании, 4,1 % — другие расы, 0,8 % — две и более расы. Число испаноязычных жителей любых рас составило 10,3 %.
Из 711 домохозяйства, в 25,8 % живут дети младше 18 лет. 49,9 % домохозяйств представляли собой совместно проживающие супружеские пары (16,1 % с детьми младше 18 лет), в 8,6 % домохозяйств женщины проживали без мужей, в 5 % домохозяйств мужчины проживали без жён, 36,6 % домохозяйств не являлись семьями. В 34,6 % домохозяйств проживал только один человек, 16,1 % составляли одинокие пожилые люди (старше 65 лет). Средний размер домохозяйства составлял 2,26. Средний размер семьи — 2,9 человека.
Население города по возрастному диапазону распределилось следующим образом: 25,2 % — жители младше 20 лет, 20,6 % находятся в возрасте от 20 до 39, 32,6 % — от 40 до 64, 21,9 % — 65 лет и старше. Средний возраст составляет 43,5 года.
Согласно данным пятилетнего опроса 2018 года, средний доход домохозяйства в Трокмортоне составляет 36 944 доллара США в год, средний доход семьи — 62 933 доллара. Доход на душу населения в городе составляет 24 052 доллара. Около 5 % семей и 16 % населения находятся за чертой бедности. В том числе 7,4 % в возрасте до 18 лет и 4,9 % в возрасте 65 и старше.

## Местное управление
Управление городом осуществляется мэром и городским советом, состоящим из пяти человек.

## Инфраструктура и транспорт
Основными автомагистралями, проходящими через Трокмортон, являются:
- автомагистраль 183 США идёт с севера от Симора, на юг к Брекенриджу.
- автомагистраль 283 США идёт с севера от Симора, на юг к Олбани
- автомагистраль 380 США идёт с востока от Грейама на запад к Хаскеллу.
- автомагистраль 79 штата Техас начинается в Трокмортоне и идёт на северо-восток к Арчер-Сити.

В городе располагается муниципальный аэропорт Трокмортон. Аэропорт располагает одной взлётно-посадочной полосой длиной 1135 метров. Ближайшим аэропортом, выполняющим коммерческие рейсы, является региональный аэропорт Абилина. Аэропорт находится примерно в 110 километрах к юго-западу от Трокмортона.

## Образование
Город обслуживается независимым школьным округом Трокмортон.